# Zorros Heimkehr und Rache
Zorros Heimkehr und Rache (Originaltitel: Zorro alla corte di Spagna) ist ein Abenteuerfilm aus dem Jahr 1962, der den maskierten Rächer als Helden nutzt. Luigi Capuano inszenierte Giorgio Ardisson in der Titelrolle des Films, der am 26. Juli 1963 in bundesdeutsche Kinos kam.

## Handlung
Als Riccardo di Villaverde aus Mexiko in seine Heimat Lusitanien zurückkehrt, muss er feststellen, dass der üble Don Carlos nach dem Tode seines Bruders die Macht an sich gerissen hat und das Herzogtum, das der Witwe und Tochter Bianca des Verstorbenen zustände, mit eiserner Hand führt. Dazu würde er die Tochter auch gerne noch heiraten und hat sie deshalb entführt, um so deren Mutter zur endgültigen Aufgabe aller ihrer Rechte zu bewegen. Ein mysteriöser Maskierter kämpft und ficht jedoch gegen den Schurken und dessen Mannen, allen voran sein Handlanger Miguel, erlebt und sucht, unterstützt von seinem treuen Helfer Paquito, manche Auseinandersetzung und kann nach zahlreichen Abenteuern die entführte Tochter der Herzogin retten, die geordneten Verhältnisse wiederherstellen und den Emporkömmling ins ferne Exil zwingen. Die Identität von Zorro wird schließlich als die des zurückgekehrten Riccardo gelüftet. Er heiratet Bianca.

## Kritik
Das im Lexikon des internationalen Films als „anspruchlos“ bezeichnete Abenteuerstück wird in Haikos Filmlexikon als „ganz unterhaltsam, mit einem sympathischen Helden, farbenfroh und fernab des alten Romans aus den 1920er Jahren. Gut für den Sonntagnachmittag“ beschrieben.

## Synchronisation
Ardisson wird von Helmo Kindermann, Rizzo von Alwin Joachim Meyer gesprochen.